# Het Bildt
Het Bildt (frizonă It Bilt) este o comună în provincia Frizia, Țările de Jos. 

## Localități componente
Sint Annaparochie, Minnertsga, Sint Jacobiparochie, Oudebildtzijl, Vrouwenparochie, Nij Altoenae, Westhoek.